# Baszta Prochowa w Braniewie
Baszta Prochowa (niem. Pulverturm) – XV-wieczna baszta w północnej linii dawnego Starego Miasta w Braniewie, stanowiąca element zewnętrznego muru obronnego miasta.

## Historia

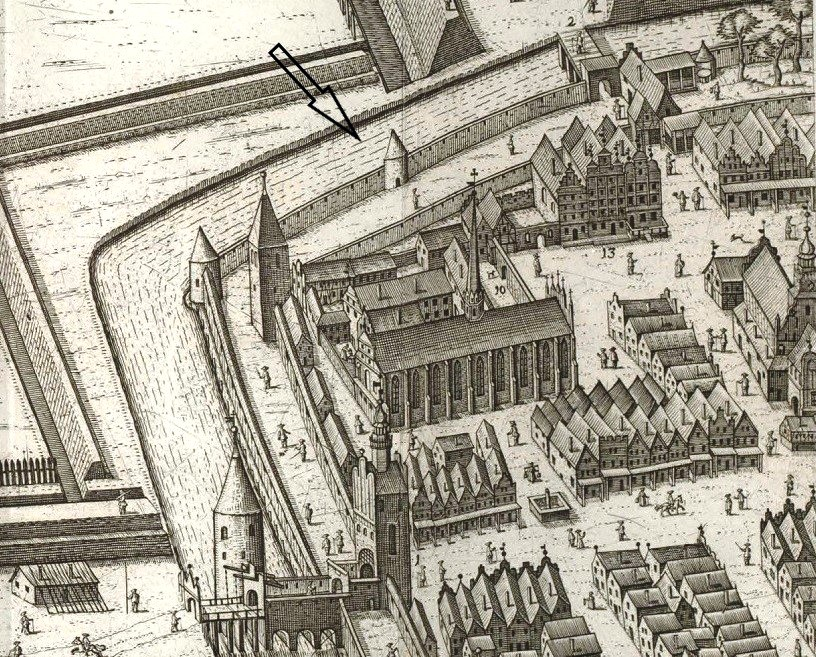
Baszta prochowa (oznaczona strzałką) na miedziorycie Paula Stertzella i Konrada Götke, (1635)

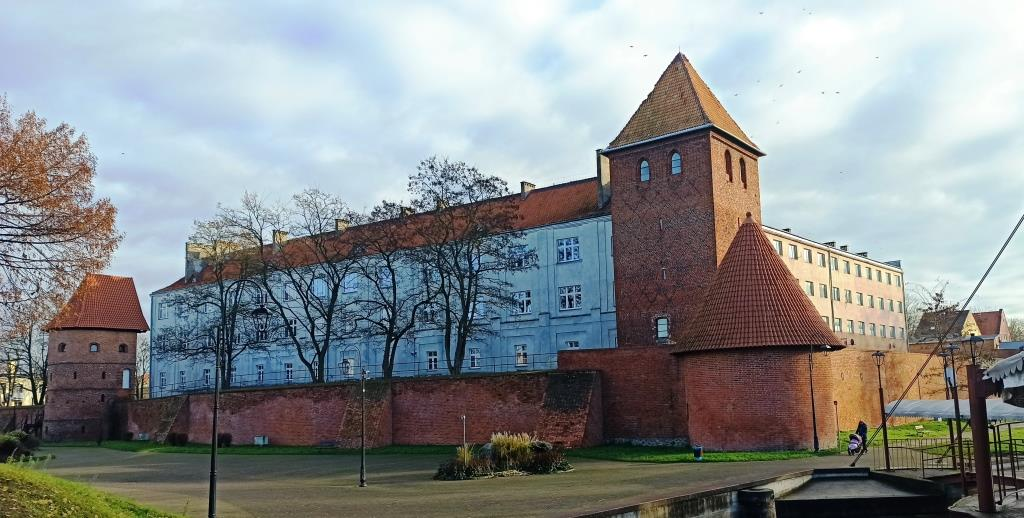
Ciąg murów obronnych, od prawej: niska wieża bezimienna, Wieża Klesza z budynkiem szkoły, po lewej Baszta Prochowa

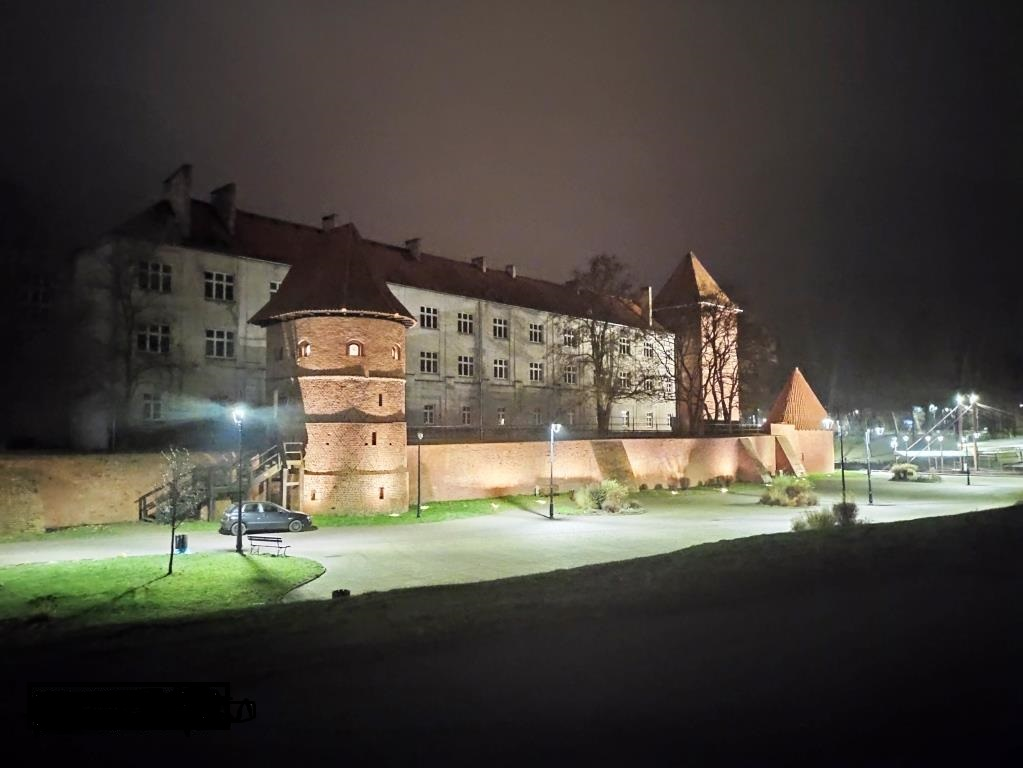
Ciąg murów obronnych nocą, pierwsza Baszta Prochowa

W pierwszej połowie XIV wieku dotychczasowe drewniano-ziemne obwarowania Starego Miasta Braniewa zostały zastąpione fortyfikacjami murowanymi, choć ich istnienie uchwytne jest w źródłach dopiero od roku 1393. Ponieważ w XIII stuleciu wykonano przekop zakola Pasłęki, by woda otaczała miasto ze wszystkich stron, rzeka zmieniła swój główny nurt i jej pierwotne koryto zaczęło się wypłycać. Dlatego w 1434 roku od tejże, mniej obronnej, zachodniej i północnej strony wzniesiono drugi, zewnętrzny ciąg murów, rozpoczynający od Wieży Młyna Kieratowego, położonej w pobliżu bazyliki św. Katarzyny, w kierunku zachodnim i dalej równolegle do pierwszego muru obronnego aż do Bramy Gwoździarzy. Zewnętrzny mur został wzmocniony sześcioma lub siedmioma basztami i umocnieniami bram. Jedną z tych, które przetrwały do czasów współczesnych, jest Baszta Prochowa, położona 73 metry na wschód od narożnikowej baszty bezimiennej (również zachowanej), z kolei kilkadziesiąt metrów na wschód od Baszty Prochowej znajdowała się Brama Mnisza (niezachowana).
Baszta Prochowa zbudowana została w ciągu muru zewnętrznego na początku XV wieku. Pierwotnie była obiektem dwupiętrowym z piwnicą, przykrytym spiczastym dachem stożkowym o półcylindrycznym kształcie. Wykonana została z cegły gotyckiej (o wymiarach 30 × 15 × 8,5 cm). Fundamenty oraz częściowo ściany piwnic wykonane zostały z kamienia polnego. Baszta posiadała pięć otworów strzelniczych oraz drzwi po lewej stronie i drugie wejście po stronie południowej.
Początkowo baszta pełniła funkcję obronną, ale wraz z pojawieniem się artylerii i broni palnej prawdopodobnie przyjęła rolę magazynu prochu dla miasta, stąd wzięła się jej nazwa. Istnieją tylko poświadczenia historyczne, że miasto posiadało określoną liczbę armat i broni palnej, do której należało przechowywać odpowiednią ilość prochu. Miało to miejsce pod koniec XV wieku albo na początku XVI stulecia. Pod koniec XVIII wieku Baszta Prochowa spełniała już inną funkcję – lodowni. Po kasacie zakonu jezuitów w XVIII w. przeszła w ręce prywatne, a później została włączona w skład braniewskiego gimnazjum. Podczas II wojny światowej, w wyniku sowieckich bombardowań miasta w okresie luty-marzec 1945, poważnie ucierpiała. Po wojnie przez 30 lat niszczała, lecz szczęśliwie nie została rozebrana, jak wiele innych historycznych budowli. W 1975 roku została odbudowana i zaadaptowana przez braniewskich myśliwych. Podwyższono ją o dodatkowe piętro, dach zmieniono na półcylindryczny, przez co baszta zyskała całkowicie nowy wygląd. Od 1978 roku była siedzibą koła łowieckiego „Mewa”. Czternaście lat później została w niej otwarta restauracja „Baszta”. Przez kilka lat stała opustoszała. Od 2000 roku jest użytkowana przez Braniewskie Towarzystwo Historyczne „Baszta”, mieści się w niej niewielkie muzeum. Podczas renowacji murów przeprowadzonej w latach 2010–2011 Baszta Prochowa została wyremontowana.
Czasem w opisach mylone są nazwy dwóch budowli obronnych w Braniewie – Baszta Prochowa i Wieża Młyna Kieratowego.